# Best of the Chrysalis Years
Best of the Chrysalis Years – album kompilacyjny zespołu Ramones, wydany 28 maja 2002 roku. Zawiera nagrania, które wcześniej ukazały się na płytach: Brain Drain, Mondo Bizarro, Acid Eaters, ¡Adios Amigos! i Loco Live. W 2004 został wznowiony z nieco zmienioną listą utworów na płycie pt. The Best of The Ramones. 

## Lista utworów
1. „Pet Sematary” (Dee Dee Ramone/Daniel Rey) – 3:30
2. „Don't Bust My Chops” (Dee Dee Ramone/Joey Ramone/Daniel Rey) – 2:29
3. „Ignorance Is Bliss” (Joey Ramone/Andy Shernoff) – 2:38
4. „Sheena Is a Punk Rocker” (Live) (Joey Ramone) – 1:47
5. „Teenage Lobotomy” (Live) (Ramones) – 1:32
6. „Surfin' Bird” (Live) (Al Frazier/Sonny Harris/Carl White/Turner Wilson) – 2:33
7. „Poison Heart” (Dee Dee Ramone/Daniel Rey) – 4:04
8. „Anxiety” (Marky Ramone/Skinny Bones) – 2:05
9. „Take It As It Comes” (Jim Morrison/John Densmore/Robby Krieger/Ray Manzarek) – 2:08
10. „Cretin Hop” (Live) (Ramones) – 1:25
11. „Rockaway Beach”/„Locket Love” (Live) (Dee Dee Ramone) – 1:37
12. „I Wanna Be Sedated” (Live) (Joey Ramone) – 2:09
13. „Out Of Time” (Mick Jagger/Keith Richards) – 2:41
14. „Somebody to Love” (Darby Slick) – 2:31
15. „Do You Remember Rock ’n’ Roll Radio?” (Live) (Joey Ramone) – 3:00
16. „Blitzkrieg Bop”/„Havana Affair” (Live) (Tommy Ramone/Dee Dee Ramone) – 1:37
17. „I Don't Want to Grow Up” (Tom Waits/Kathleen Brennan) – 2:46
18. „Got A Lot To Say” (C.J. Ramone) – 1:41